# 玛尔吉塔·古梅尔
玛尔吉塔·古梅尔（德語：Margitta Gummel，1941年6月29日—2021年1月26日），旧姓黑尔姆博尔德（Helmbold），德国女子田径运动员。她曾代表德国联队、东德参加1964年、1968年和1972年夏季奥林匹克运动会田径比赛，获得一枚金牌和一枚银牌。